# Mesalazin
Mesalazin jest, zapravo, 5-aminosalicilna kiselina - protuupalni lijek koji koči ciklooksigenazu i tako sprečava sintezu prostaglandina. S obzirom na to da se slabo resorbira i djeluje uglavnom lokalno koristi se kao intestinalni protuupalni agens.
Koristi se u liječenju upalnih bolesti crijeva (Crohnova bolest i ulcerozni kolitis). 

## Nuspojave
Uobičajene: proljev, mučnina, grčevi